# Descartesův list

Descartesův list

Descartesův list je kubika - algebraická křivka třetího stupně, která má v kartézské soustavě souřadnic rovnici:
{\displaystyle x^{3}+y^{3}-3axy=0} .
Parametr {\displaystyle 3a} je definován jako úhlopříčka čtverce, jehož strana se rovná délce největší tětivy smyčky.
Křivka tvoří smyčku v prvním kvadrantu s uzlem - dvojitým bodem v počátku  a připomíná tvar listu po kterém byla pojmenována.
Její osou symetrie je přímka o rovnici: {\displaystyle y=x} .
Bod A se nazývá vrchol, má souřadnice {\displaystyle \left({\frac {3a}{2}},{\frac {3a}{2}}\right)} .
Její asymptota má rovnici {\displaystyle x+y+a=0} .
Obsah vnitřní oblasti listu (mezi oblouky {\displaystyle ACO} a {\displaystyle ABO}) je {\displaystyle S_{1}={\frac {3}{2}}a^{2}}
Obsah plochy mezi asymptotou a křivkou se rovná obsahu vnitřku smyčky {\displaystyle \textstyle S_{2}=S_{1}={\frac {3}{2}}a^{2}} .

## Historie
Poprvé byla rovnice křivky studována R. Descartem v roce 1638, ale vytvořil smyčku pouze v prvním kvadrantu, kde {\displaystyle x} a {\displaystyle y} jsou kladné hodnoty. Descartes věřil, že smyčka se opakuje symetricky ve všech čtyřech kvadrantech, ve formě čtyř okvětních lístků. V té době byla tato křivka nazývána jasmínovým květem.
Ve své moderní podobě byla tato křivka poprvé představena Ch. Huygensem v roce 1692 .

## Rovnice
- V kartézské soustavě souřadnic podle definice:

{\displaystyle \textstyle x^{3}+y^{3}-3axy=0}
- V polární soustavě souřadnic :

{\displaystyle \rho ={\frac {3a\cos \varphi \sin \varphi }{\cos ^{3}\varphi +\sin ^{3}\varphi }}} .
- Parametrická rovnice v kartézském systému:

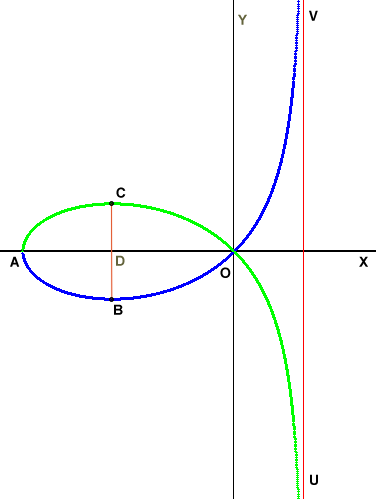
Otočená křivka Descartesova listu

{\displaystyle {\begin{cases}x={\frac {3at}{1+t^{3}}}\\y={\frac {3at^{2}}{1+t^{3}}}\end{cases}}} kde {\displaystyle t=\operatorname {tan} \varphi } .
Často se znázorňuje o {\displaystyle 135^{\circ }}otočená křivka. Její rovnice vypadají takto:
- V pravoúhlém systému:

{\displaystyle y=\pm x{\sqrt {\frac {l+x}{l-3x}}}} kde {\displaystyle l={\frac {3a}{\sqrt {2}}}}
- Parametricky:

{\displaystyle x=l{\frac {p^{2}-1}{3p^{2}+1}},\ y=l{\frac {p(p^{2}-1)}{3p^{2}+1}}}
- V polárních souřadnicích:

{\displaystyle \rho ={\frac {l\left(\sin ^{2}\varphi -\cos ^{2}\varphi \right)}{\cos \varphi \left(\cos ^{2}\varphi +3\sin ^{2}\varphi \right)}}}